# Joaquim Magalhães Mota
Pour les articles homonymes, voir Magalhães et Mota.
 (août 2017).
Si vous disposez d'ouvrages ou d'articles de référence ou si vous connaissez des sites web de qualité traitant du thème abordé ici, merci de compléter l'article en donnant les références utiles à sa vérifiabilité et en les liant à la section « Notes et références ».
Joaquim Jorge Magalhães Mota (Santarém, 17 novembre 1935 - Lisbonne, 26 septembre 2007) est un homme politique et avocat portugais fondateur après la révolution des Œillets du Parti populaire démocrate devenu Parti social-démocrate. Il quitte ensuite le PSD pour créer l'Action sociale-démocrate indépendante puis rejoint le Parti rénovateur démocratique.